# Tramway du Mont Blanc

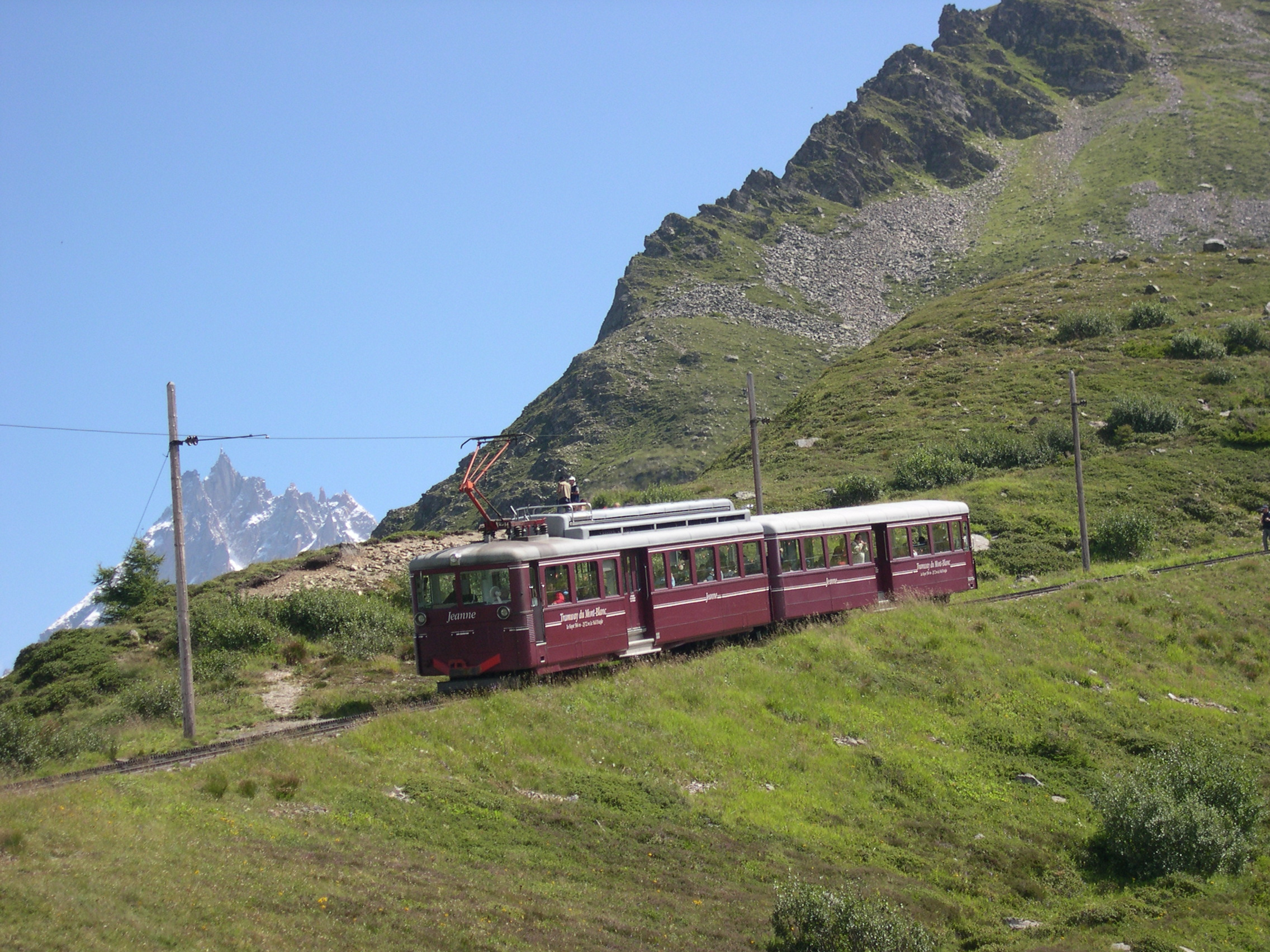
De tandradbaan

De Tramway du Mont-Blanc (afgekort TMB) is een metersporige tandradbaan in het departement Haute-Savoie in de Franse Alpen. De lijn start in  Le Fayet in de gemeente Saint-Gervais-les-Bains op een hoogte van 580 meter en bereikt via enkele tussenstations onderweg het eindstation Nid d'Aigle op 2372 meter hoogte. Dat is daarmee het hoogste treinstation van Frankrijk.
In 1904 begonnen de werkzaamheden voor de Tramway du Mont-Blanc. In 1907 werd het eerste deel tot de Col de Voza (1653 m) in gebruik genomen. In 1911 reed de tram tot aan de Bellevue (1800 m) en een jaar later bereikte het Nid d'Aigle. Het oorspronkelijke plan was om de Aiguille du Goûter (3863 m) te bereiken. Echter, door de Eerste Wereldoorlog, financiële problemen en technische moeilijkheden kwam de lijn nooit verder dan Nid d'Aigle. Sinds 1923 wordt de lijn ook in de winter gebruikt, echter alleen tot de Bellevue. In 1956 werd de lijn geëlektrificeerd met een bovenleiding waarop 11 kV op 50 Hz AC staat.
In juli 2010 sloten de plaatselijke autoriteiten uit voorzorg tijdelijk het laatste deel van de lijn en werd het eindpunt van Nid d'Aigle naar Mont Lachat verplaatst, enkele honderden meters terug tot het einde van dat zomerseizoen. Deze voorzorgsmaatregel werd genomen vanwege een gletsjermeer dat een aantal wetenschappers tijdens een routinecontrole onder de dichtbij zijnde Tête Rousse-gletsjer hadden ontdekt, dat dreigde te exploderen door de opbouwende druk van het water.

## Trivia
Op 17 juli 2023 vond vanuit de locatie van het dalstation een uitzending van de Avondetappe 2023 plaats.  

## Foto's

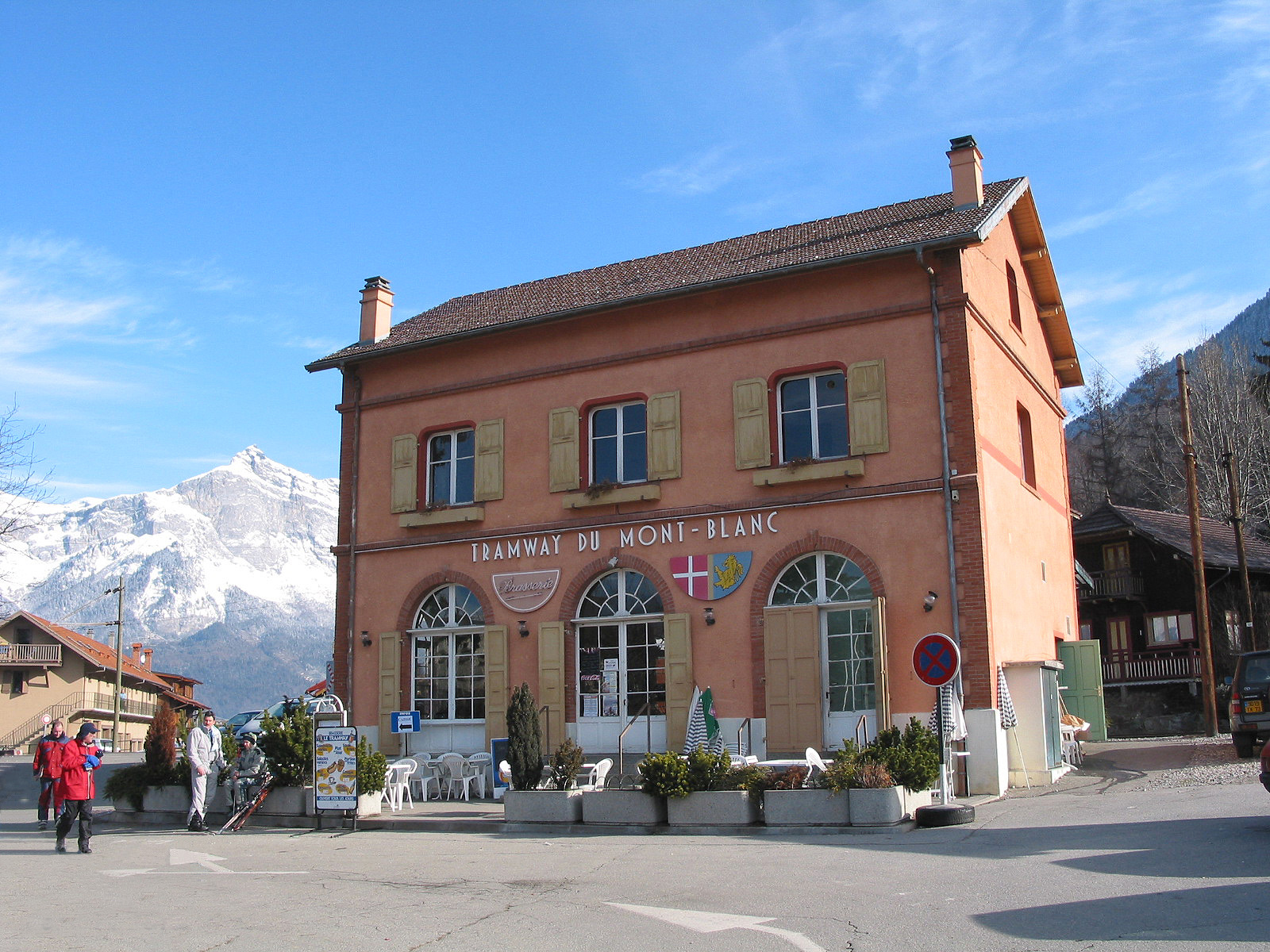
Het dalstation van Le Fayet
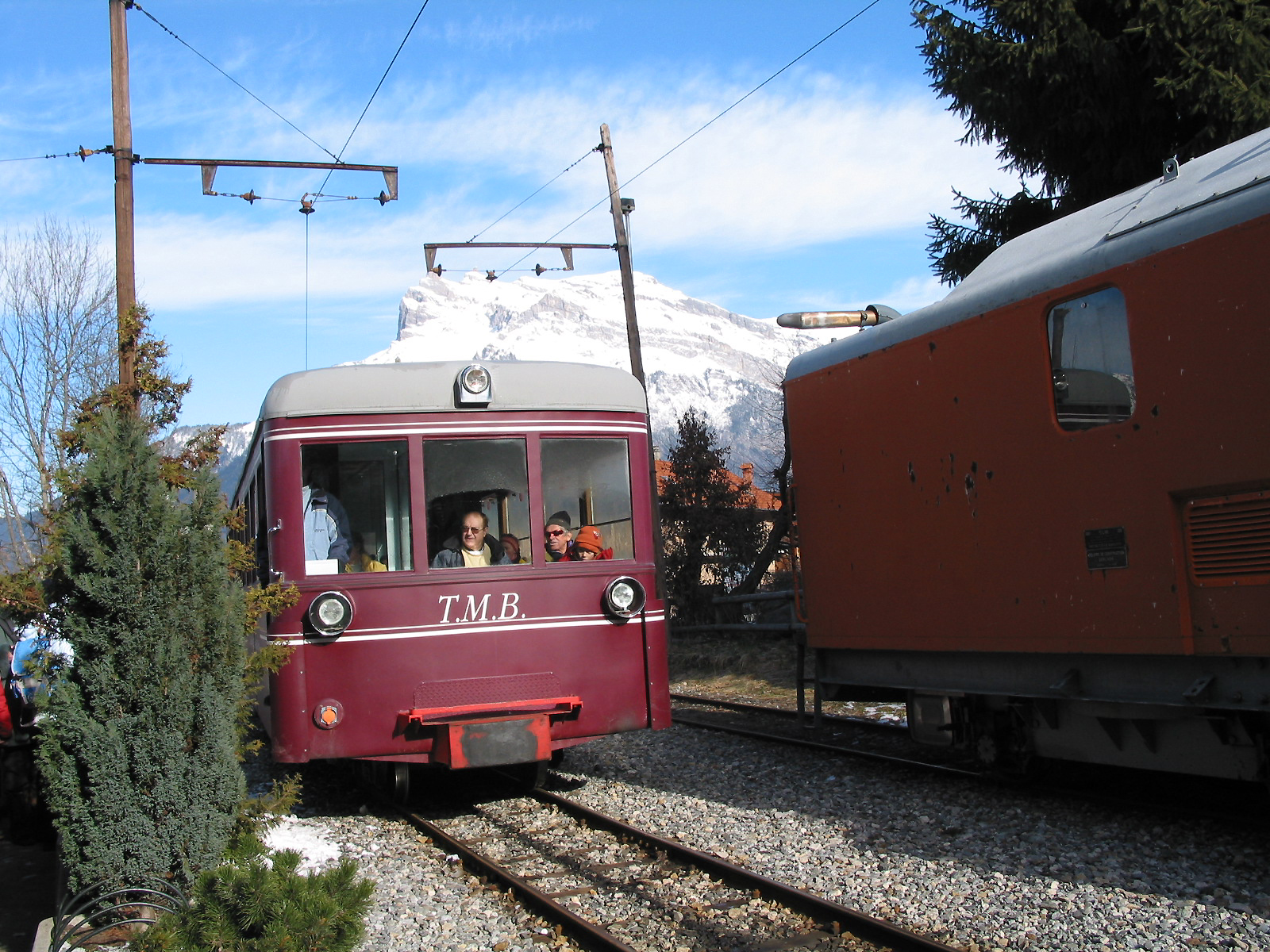
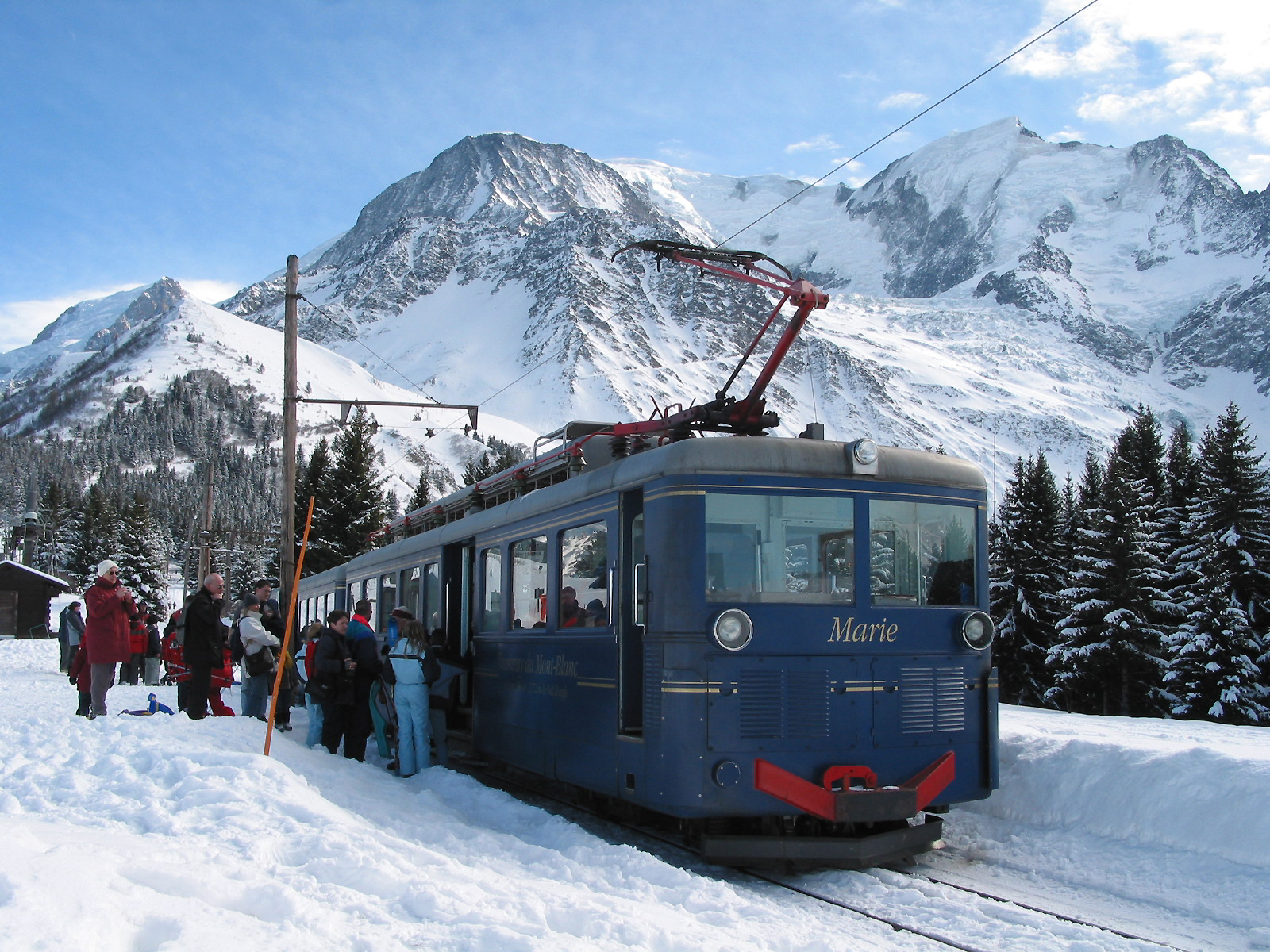
De tramway in de winter
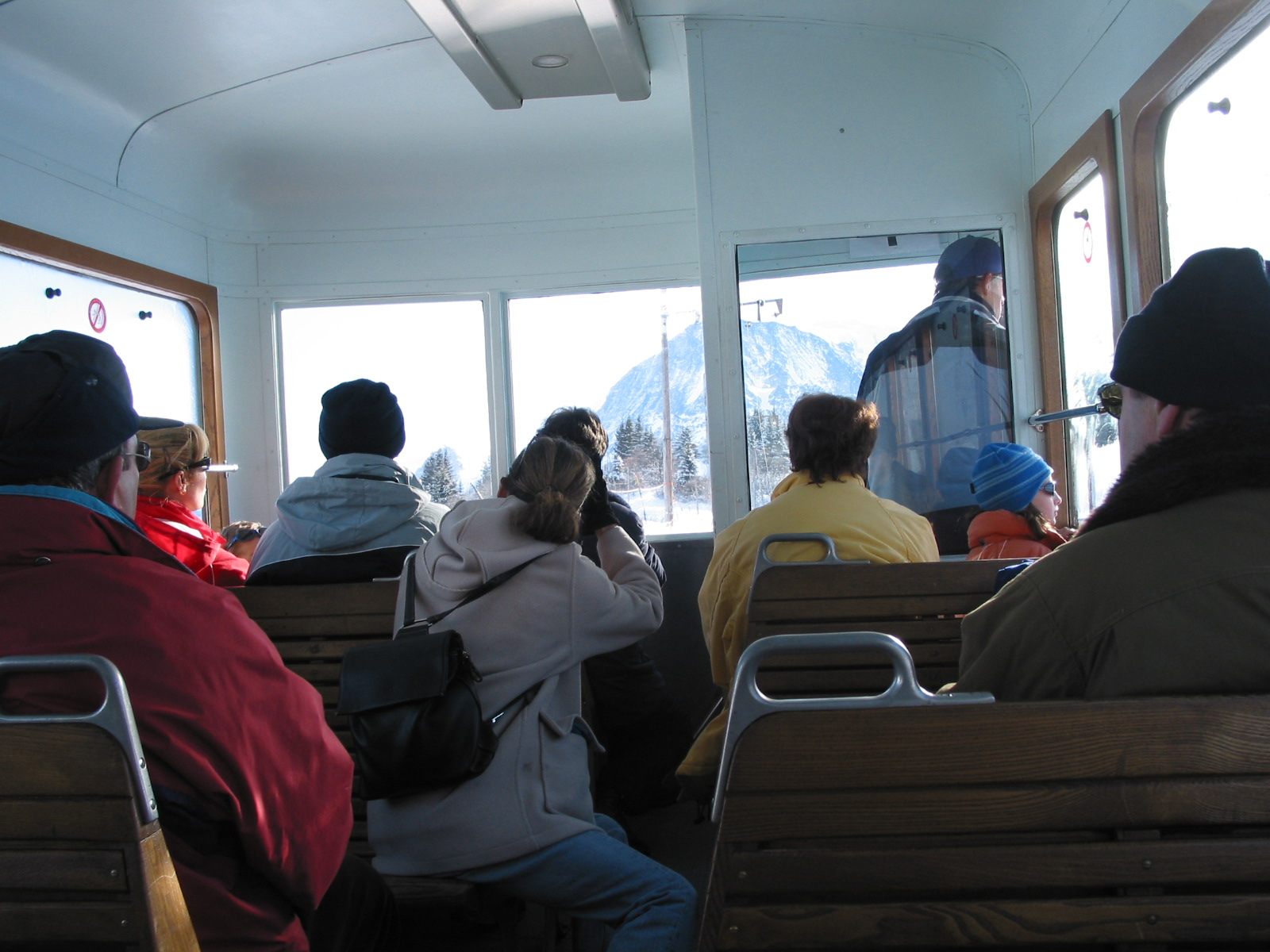